# Les Éditions du Sonneur
Les Éditions du Sonneur est une maison d'édition littéraire fondée en 2005 à Paris, qui publie des textes littéraires français et étrangers, des classiques oubliés, méconnus, épuisés ou inédits en français,,, et des auteurs contemporains,.

## Historique
La fondatrice, Valérie Millet, est issue d'une famille qui était dans l'édition et qui avait créée les Éditions du Pacifique, avec des ouvrages sur l'Asie, l'Océanie et l'outre-mer, notamment. Après avoir beaucoup voyagé dans son enfance, elle revient en France, et travaille pour Gallimard et Flammarion, puis prolonge son activité de façon plus indépendante, comme éditrice free-lance de beaux livres.
En 2003, sollicitée par une amie qui lui remet un manuscrit, elle décide de construire un projet éditorial sur la durée. En 2005, la structure est créée et est hébergée de façon provisoire dans la  librairie-galerie des Éditions du Pacifique.
Les Éditions du Sonneur publient environ 10 à 12 titres par an, et recherchent les ouvrages contemporains, avec une recherche sur la langue, mais aussi des ouvrages plus anciens, trouvés par exemple en brocante, ou en comparant pour certains auteurs étrangers leurs publications dans leur langue maternelle et leurs publications en français. La maison d'édition publie ainsi, par exemple, des ouvrages de l'écrivain tchécoslovaque Karel Čapek, des romans de l'américain Frank Norris, un essai de l'américaine Edith Wharton, un récit inédit du français Pierre Loti, paru en 1883 dans Le Figaro, ou encore une courte autobiographie de Jack London.

## Distinctions
En 2005, est publié Le Requiem de Terezin de Joseph Bor, traduit par Zdenka et Raymond Datheil, prix des lecteurs en 2008.
En 2014, Vie de monsieur Leguat de Nicolas Cavaillès obtient le Prix Goncourt de la Nouvelle.
En 2015, Pourquoi le saut des baleines de Nicolas Cavaillès obtient le Prix Gens de Mer 2014 au festival Etonnants Voyageurs 2015.
En 2017, Des carpes et des muets d'Édith Masson obtient le Prix Erckmann-Chatrian.
En 2022, L’autre moitié du monde de Laurine Roux obtient le Prix Orange du Livre.